# Shepperton
Koordinaten: 51° 23′ 40″ N, 0° 26′ 53″ W

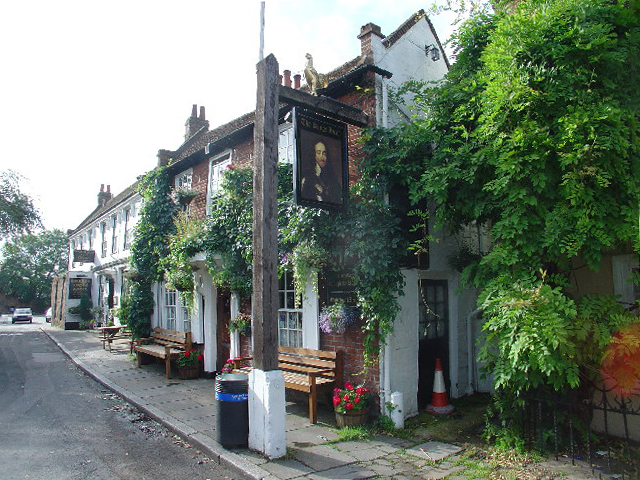
„Church Square“ in Shepperton

Shepperton ist eine Stadt im Verwaltungsbezirk Spelthorne der Grafschaft Surrey im Süden Englands, knapp außerhalb Londons. Sie hatte 2001 10.796 Einwohner. Sie wird von dem Motorway M3 geteilt. Im Süden bildet die Themse die Grenze zum Distrikt Runnymede. Einige Inseln in der Themse gehören zu Shepperton, darunter Lock Island (Nordteil), Hamhaugh Island, Pharaoh’s Island und Penton Hook Island.
Der Name Shepperton kommt von Shepherd’s Town (englisch für ‚Schäferstadt‘).
In Shepperton sind die Shepperton Studios und waren die Halliford Studios ansässig.
Ursprünglich gehörte Shepperton zur Grafschaft Middlesex. Als 1965 Greater London gebildet und im Gegenzug Middlesex aufgelöst wurde, kam es zur Grafschaft Surrey.
Der River Ash fließt im Norden des Ortes.

## Vorgeschichte

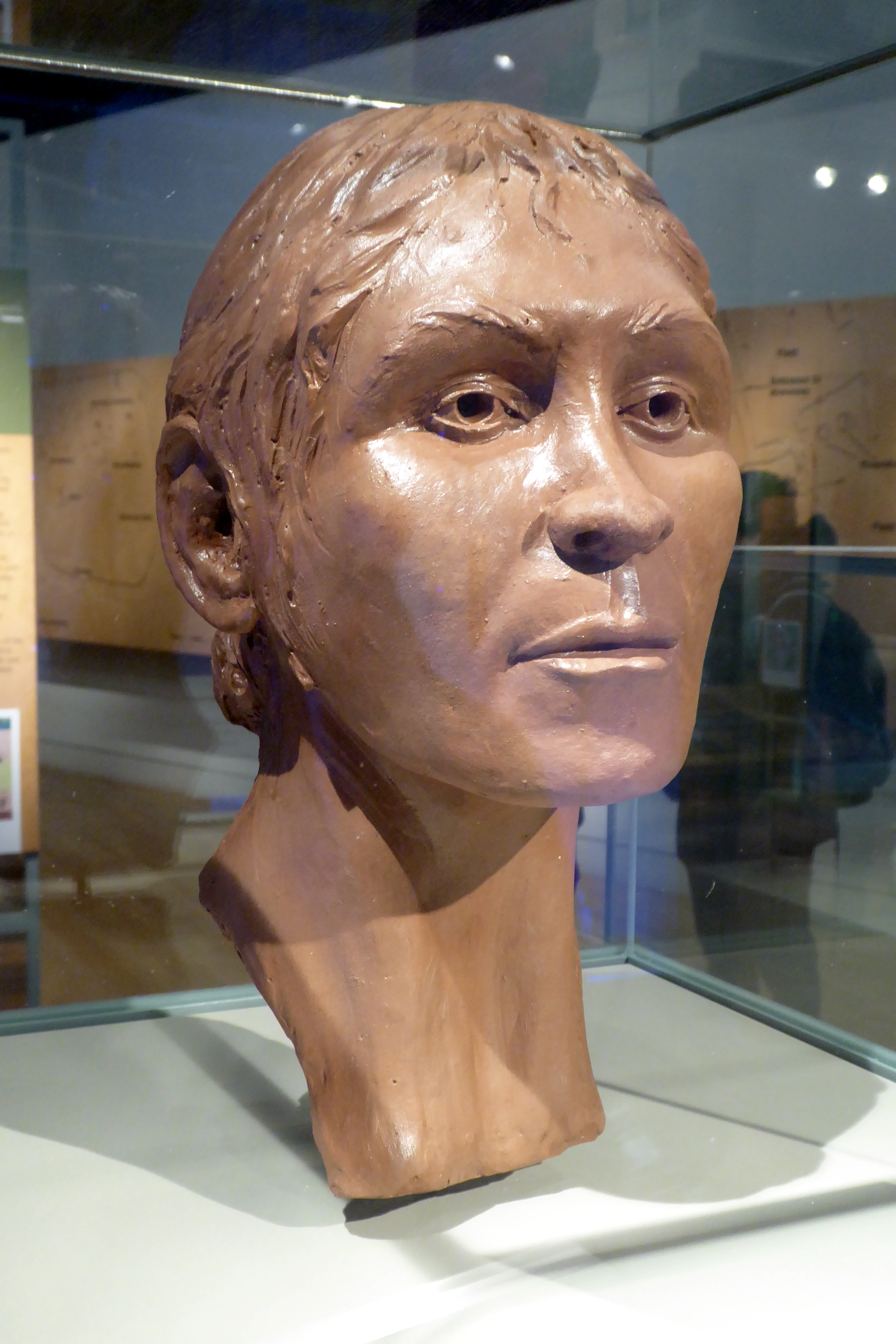
Gesichtsrekonstruktion der „Frau von Shepperton“

Die frühesten Zeugnisse menschlicher Aktivität in der Gegend stammen aus dem mittleren Neolithikum. In den späten 1980er-Jahren wurde in der Nähe des Ash, nördlich von Shepperton Green, ein Henge entdeckt. Es hatte einen Durchmesser von etwa 23 m und wurde vermutlich 3500 v. Chr. errichtet. Der Zugang war auf den Stand der Sonne zur Zeit der Sommersonnenwende ausgerichtet. Im Graben lagen Klumpen roten Ockers, um die Position des südlichsten Mondaufgangs zu markieren. An der Stätte wurden zwei Bestattungen entdeckt – ein Torso, wahrscheinlich männlich, und ein fast vollständiges Skelett einer Frau. Die Radiokarbondatierung ergab, dass die Frau im späten 3. Jahrtausend v. Chr. gelebt hatte, und die Isotopenzusammensetzung ihrer Zähne deutete darauf hin, dass sie in einem Gebiet aufgewachsen war, in dem Blei-Zink-Erz gefunden wurde, möglicherweise Derbyshire, den Mendips oder den North Pennines. 2004 wurde eine Rekonstruktion des Gesichts der Frau erstellt.
Aus der Eisenzeit stammen die Körperbestattung einer Frau in den Vierzigern, die in der Chertsey Road gefunden wurde, und Eisenschwerter, die in den Shepperton Ranges entdeckt wurden. In den späten 1960er- und frühen 1970er-Jahren wurden in Shepperton Green Hinweise auf Siedlungen aus der späten Eisenzeit und sächsischen Siedlungen gefunden.

## Söhne und Töchter der Stadt
- Robert Faurisson (1929–2018), französischer Literaturwissenschaftler und Neonazi
- John Boorman (* 1933), Regisseur, Drehbuchautor und Filmproduzent
- James Graham Ballard (1930–2009), Science-Fiction-Autor, der „Prophet von Shepperton“